# Kantar
Le groupe Kantar est une entreprise britannique d’études de marchés basée à Londres et fondée en 1992.  

## Histoire

### Acquisitions
En 1997, les groupes SOFRES (France) et TN AGB (Grande Bretagne) fusionnent pour donner naissance à Taylor Nelson Sofres, 4e groupe mondial d’études de marché. 
Lorsque SECODIP devient TNS SECODIP en 2003, le groupe Taylor Nelson Sofres change de nom pour TNS et passe au 3e rang mondial des sociétés d’études. 
En 2006, TNS SECODIP devient TNS, et communique avec ses marques TNS WORLDPANEL et TNS MEDIA INTELLIGENCE, qui devient TNS MEDIA en 2007. 
Rachetée par WPP en 2008, TNS intègre Kantar, la division étude de marché de la holding. 
Le 24 octobre 2018, le conseil d’administration de WPP a approuvé les plans de vente de Kantar Group. En décembre 2019, Eric Salama a quitté son poste de directeur général de Kantar Group. Eric Salama travaillait chez Kantar depuis son rachat par WPP en 1988. En juillet 2019, WPP, vend 60% de Kantar à Bain Capital Private Equity, pour plus de 3 milliards de dollars,. 
En 2020, Ian Griffiths (ancien directeur financier et directeur de l'exploitation chez ITV) a été nommé directeur financier de Kantar, tandis qu'Adam Crozier a été nommé président. En juillet 2021, Chris Jansen a été nommé au poste de CEO, à compter du 1er novembre 2021[source secondaire souhaitée].
En juillet 2021, Kantar a finalisé l'acquisition de son rival américain Numerator (évalué à 1,5 milliard de dollars) auprès de Vista Equity Partners, dans le but de renforcer ses divisions Worldpanel et Advertising Intelligence aux États-Unis et au Canada.
En janvier 2022, Kantar a annoncé l’acquisition de MindIT, une société de l’université de Bologne spécialisée dans les algorithmes et l’intelligence artificielle. 
En janvier 2022, Kantar cède à Symphonie Technology Group l'expertise « Réputation Intelligence », spécialisé dans la veille et analyse de la réputation[source secondaire souhaitée].

### Activités et organisation
Le groupe Kantar est organisé en Expertises : Media, Worldpanel, Insights et Profiles.  
En avril 2019, Kantar a unifié toutes ses marques historiques, telles que Kantar TNS, Kantar Millward Brown, Kantar Media et Kantar Worldpanel, pour devenir une marque unique : Kantar

#### Division Media France
En 1969, STAFCO et CECODIS fusionnent pour devenir SECODIP. En 1980, SECODIP (devenu TNS Media Intelligence puis Kantar) lance la 1re étude « Media Marché » en France appelée MISS puis SIMM. SOFRES devient le principal actionnaire de SECODIP en 1992.

#### Division Worldpanel France
La SECODIP (Société d’études de la consommation, de la distribution et de la publicité) est créée en 1969. Sofres en devient le principal actionnaire en 1992, et la SECODIP prend alors l’appellation de TNS Secodip, puis de TNS Worldpanel en 2006.
En 2010, après le rachat par WPP, TNS Worldpanel devient Kantar Worldpanel.

#### Division Insights France
En 1963, Pierre Weill crée l’institut de sondage SOFRES (Société française d'enquêtes par sondages) en France. En 1997, les groupes Sofres et Taylor Nelson AGB (Grande Bretagne) fusionnent pour donner naissance à Taylor Nelson Sofres, 4e groupe mondial d’études de marché. En 2016, TNS Sofres devient Kantar TNS et en 2019 Kantar TNS devient la division Insights du groupe Kantar.